# Exophiala pisciphila
Exophiala pisciphila är en svampart som beskrevs av McGinnis & Ajello 1974. Exophiala pisciphila ingår i släktet Exophiala och familjen Herpotrichiellaceae.   Inga underarter finns listade i Catalogue of Life.